# ザ・リザード
『ザ・リザード』(The Lizard, مارمولک)は、2004年に制作された115分のイラン映画。監督はカマル・タブリーズィー。主演はパルヴィース・パラストゥーイ、バフラム・イブラヒーミー、シャーロフ・フォロウタニアン。
泥棒が刑務所付きのモッラー(イスラーム僧)の衣を盗んで脱獄し、本物のモッラーとして慕われてしまうコメディ映画。ウラマーと呼ばれる指導者層よりも、ムッラーは、人々により近い存在である。モスクで祈りの先導や説教を行い、出生儀礼や葬儀などを行う役割を担っている。
日本では2004年にアジアフォーカス福岡国際映画祭で、2017年、2018年の広島イラン愛と平和の映画祭で上映された。

## ストーリー
刑務所の塀をトカゲのように這い登り、鉄条綱に引っ掛かった白い鳩を助ける泥棒のレザ。外の世界を垣間見た彼は、モッラーの衣を盗み脱獄に成功する。タクシーが次々に乗車拒否する中、ようやく乗ったタクシーが進入禁止の道路を行く。「モッラーがお急ぎで」という一言で、警官は通行を許す。この映画の導入部分は、モッラーが煙たがられる一方で、一目を置かれる存在であることを見事に描いている。
列車で国境付近の町に向かう途中で祈りの時間になる。駅構内の祈祷室で祈りの先導をしてほしいと頼まれる。祈り方を知らないレザは見よう見まねで祈る。国境付近に着くと、新任のモッラーと間違えられてしまう。「神に至る道は色々ある」等と泥棒の経験を生かし説教をする。村で一躍有名になったレザだが、その一方で彼を捕まえようと警察が捜査に乗り出す。最後は、村人に知られることなく、レザは逮捕され村を去る。